# Theridion adjacens
Theridion adjacens là một loài nhện trong họ Theridiidae.
Loài này thuộc chi Theridion. Theridion adjacens được Octavius Pickard-Cambridge miêu tả năm 1896.